# مالپیگیان
مالپیگیان (نام علمی: Malpighiaceae) نام یک تیره از راسته شمعدانی‌سانان است.